# Roberto Dias Baptista
Roberto Dias Baptista (Apiaí, 1811 — Sorocaba, 13 de julho de 1885) foi um capitalista e fazendeiro brasileiro, considerado o maior produtor de algodão da província de São Paulo.
Nasceu numa tradicional e terra tenente família paulista, que mantinha a posse secular da terra. Filho de Inácio Dias Batista, o lendário Capitão Apiaí, grande latifundiário e de dona Flávia Domitila Monteiro. Neto por parte paterna de Tomás Dias Batista e de Rita de Oliveira Rosa. Pela mãe é neto de Manuel da Ressurreição Monteiro e de Inácia da Fonseca Teles.
Herdou de seu pai a Fazenda Rio Pardo e mais tarde implantou a Fazenda Salto do Pirapora, onde foi um dos precursores da cultura do algodão na província de São Paulo, que posteriormente foi chamado de "ouro branco".
Roberto Dias Baptista em 1884, foi eleito pela Loja Maçônica Perseverança III, sócio honorário, pelos grandes serviços prestados a entidade.

## O produtor de algodão
Era considerado um grande produtor de algodão da província de São Paulo, quando conheceu  Luís Mateus Maylasky, austro-húngaro, que era engenheiro e consertou uma maquina de descaroçar algodão de sua fábrica. Tornaram-se amigos  e Maylaski, que chegou em Sorocaba sem nada, tornou-se sócio de Roberto Dias Baptista.

## Estrada de Ferro Sorocabana
Junto com Luís Mateus Maylasky, Roberto Dias Baptista funda a Estrada de Ferro Sorocabana, que tornou Sorocaba, na época, da "Capital do Algodão". Roberto participou da inauguração da Estrada de Ferro Sorocabana, tendo sido um dos seus primeiros acionistas,

## Participação política
Roberto Dias Baptista foi membro do Partido Liberal durante o Brasil imperial, tendo disputado o cargo de juiz de paz desde a década de 1860, sendo eleito apenas em 1883. Desligou-se do partido em 1876, após a rejeição, por parte da diretoria do Partido Liberal, da proposta de candidatura de Maylasky para a câmara de Sorocaba.